# Endocoelantheae
Endocoelantheae is een onderorde van neteldieren uit de klasse van de Anthozoa (Bloemdieren).

## Families
- Actinernidae Stephenson, 1922
- Halcuriidae Carlgren, 1918